# Arthur the King - Insieme a ogni costo
Arthur the King - Insieme a ogni costo (Arthur the King) è un film del 2024 diretto da Simon Cellan Jones, tratto dall'omonimo romanzo e dalla storia vera di Mikael Lindnord e dal cane Arthur.

## Trama
Durante il campionato di Raid Avventura nella Repubblica Dominicana, l'atleta americano Michael Light impara il valore dell'amicizia, della lealtà e della resilienza grazie ad un cane randagio che chiamerà Arthur.

## Produzione
Le riprese del film si sono svolte nella Repubblica Dominicana e iniziate nel gennaio 2021.

## Distribuzione
Il film è stato distribuito nelle sale cinematografiche italiane a partire dal 15 marzo 2024 e in Italia sulla piattaforma Amazon Prime Video il 9 agosto 2024.